# Wereldkampioenschappen rodelen
De wereldkampioenschappen rodelen worden sinds 1955 gehouden. De Fédération Internationale de Luge de Course (FIL) organiseert het rodeltoernooi dat jaarlijks wordt gehouden, behalve in een olympisch jaar.
Vanaf de allereerste editie werden drie onderdelen georganiseerd. Bij de mannen de enkele en dubbele rodel en bij de vrouwen de enkele. In 1989 werd een landenwedstrijd toegevoegd aan het programma. Hierbij gingen per land twee individuele rodelaars van start, zowel bij de mannen als bij de vrouwen, en een dubbel rodel (in totaal zes rodelaars). De tijd van alle runs werd bij elkaar opgeteld. Vanaf 1999 bestaat het onderdeel uit een mannelijke en een vrouwelijke rodelaar en een dubbel rodel (in totaal vier rodelaars). Vanaf 2008 wordt dat onderdeel vervangen door een soort estafette, waarbij de volgende rodelaar van het team van start mag als een teamgenoot is gefinisht.

## Edities
In de onderstaande tabel staan alle edities.
| Jaar | Plaats                 | Land                           |
| ---- | ---------------------- | ------------------------------ |
| 1955 | Oslo                   | Noorwegen                      |
| 1957 | Davos                  | Zwitserland                    |
| 1958 | Krynica                | Polen                          |
| 1959 | Villard-de-Lans        | Frankrijk                      |
| 1960 | Garmisch-Partenkirchen | West-Duitsland                 |
| 1961 | Girenbad               | Zwitserland                    |
| 1962 | Krynica                | Polen                          |
| 1963 | Imst                   | Oostenrijk                     |
| 1965 | Davos                  | Zwitserland                    |
| 1967 | Hammarstrand           | Zweden                         |
| 1969 | Königssee              | West-Duitsland                 |
| 1970 | Königssee              | West-Duitsland                 |
| 1971 | Olang                  | Italië                         |
| 1973 | Oberhof                | Duitse Democratische Republiek |
| 1974 | Königssee              | West-Duitsland                 |
| 1975 | Hammarstrand           | Zweden                         |
| 1977 | Igls                   | Oostenrijk                     |
| 1978 | Imst                   | Oostenrijk                     |
| 1979 | Königssee              | West-Duitsland                 |
| 1981 | Hammarstrand           | Zweden                         |
| 1983 | Lake Placid            | Verenigde Staten               |
| 1985 | Oberhof                | Duitse Democratische Republiek |
| 1987 | Igls                   | Oostenrijk                     |
| 1989 | Winterberg             | West-Duitsland                 |
| 1990 | Calgary                | Canada                         |
| 1991 | Winterberg             | Duitsland                      |
| 1993 | Calgary                | Canada                         |
| 1995 | Lillehammer            | Noorwegen                      |
| 1996 | Altenberg              | Duitsland                      |
| 1997 | Igls                   | Oostenrijk                     |
| 1999 | Königssee              | Duitsland                      |
| 2000 | Sankt Moritz           | Zwitserland                    |
| 2001 | Calgary                | Canada                         |
| 2003 | Sigulda                | Letland                        |
| 2004 | Nagano                 | Japan                          |
| 2005 | Park City              | Verenigde Staten               |
| 2007 | Igls                   | Oostenrijk                     |
| 2008 | Oberhof                | Duitsland                      |
| 2009 | Lake Placid            | Verenigde Staten               |
| 2011 | Cesana Torinese        | Italië                         |
| 2012 | Altenberg              | Duitsland                      |
| 2013 | Whistler               | Canada                         |
| 2015 | Sigulda                | Letland                        |
| 2016 | Königssee              | Duitsland                      |
| 2017 | Igls                   | Oostenrijk                     |
| 2019 | Winterberg             | Duitsland                      |
| 2020 | Sotsji                 | Rusland                        |
| 2021 | Königssee              | Duitsland                      |
| 2023 | Oberhof                | Duitsland                      |
| 2024 | Altenberg              | Duitsland                      |
| 2025 | Whistler               | Canada                         |

## Wereldkampioenen
1955 ·
1957 ·
1958 ·
1959 ·
1960 ·
1961 ·
1962 ·
1963 ·
1965 ·
1967 ·
1969 ·
1970 ·
1971 ·
1973 ·
1974 ·
1975 ·
1977 ·
1978 ·
1979 ·
1981 ·
1983 ·
1985 ·
1987 ·
1989 ·
1990 ·
1991 ·
1993 ·
1995 ·
1996 ·
1997 ·
1999 ·
2000 ·
2001 ·
2003 ·
2004 ·
2005 ·
2007 ·
2008 ·
2009 ·
2011 ·
2012 ·
2013 ·
2015 ·
2016 ·
2017 ·
2019 ·
2020 ·
2021 ·
2023 ·
2024 ·
2025 
Lijst van wereldkampioenen rodelen
Alpineskiën ·
Biatlon ·
Bobsleeën ·
Curling (mannen/vrouwen/gemengd/gemengddubbel) ·
Freestyleskiën ·
IJshockey ·
Kunstschaatsen ·
Langlaufen ·
Noordse combinatie ·
Rodelen ·
Schaatsen (allround mannen/allround vrouwen/sprint mannen/sprint vrouwen/afstanden mannen/afstanden vrouwen) ·
Schansspringen ·
Shorttrack ·
Skeleton ·
Snowboarden